# Східносибірська тайга

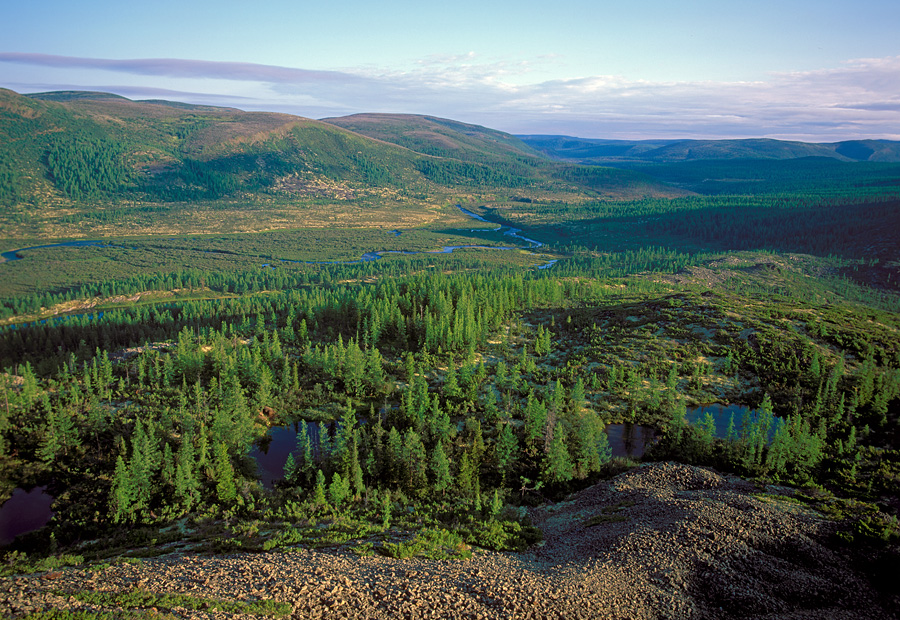
Витоки річки Лена

Східносибі́рська тайга́ — великий біогеографічний екорегіон тайги на сході Росії, знаходиться у сточищі двох найбільших сибірських річок — Єнісею та Лени. Східна частина регіону займає сточище Лени аж до Верхоянського хребта, із заходу екорегіон обмежений річкою Єнісей. Цей найбільший у світі простір, зайнятий пралісом, простягається на 20 градусів зі сходу на захід, від 52 ° N до Полярного кола, максимальна довжина з півночі на південь — 1600 км. Всесвітній фонд дикої природи включає його до списку двохсот найважливіших для збереження екосистем — Global 200. Тут зустрічається більшість біологічних видів, характерних для Сибіру. Переважають модринові ліси. Характеризується низькою поширеністю боліт .

## Клімат
Клімат екорегіону різко континентальний, майже весь рік погоду визначають антициклони. Дуже великий сезонний перепад температур — від спеки +40°C влітку до -62°C взимку. Середньорічна температура нижче 0°C. Сумарна річна кількість опадів у середньому від 200 мм на сході до 400—600 мм на заході. Сніговий покрив помірний або тонкий.

## Рослинність
У Східносибірській тайзі переважають світлохвойні, в основному рідкостійні модринові ліси У місцях з низьким сніговим покривом, на сході, основними лісовими породами є модрина даурська. Ця рослинна формація є найпоширенішою в Росії. Далі на захід починають зустрічатися модрина сибірська і гібрид L. x czekanowskii. У більш захищених місцях з'являються ділянки темнохвойної тайги, в яких домінують види Ялина сибірська, Сосна сибірська, Ялиця сибірська. Далі на південь збільшується частка сосново-модринових і соснових лісів, з'являються дрібнолисті ліси з берези і тополі .
Зустрічається вільхово-чагарниковий підлісок У ньому представлені Pinus pumila, Rhododendron dauricum, чагарникові берізки У чагарничковому ярусі переважають береза карликова, журавлина і чорниця . Трав'яний ярус добре розвинений і може мати різноманітний склад .
Флора Східного Сибіру дуже різноманітна, налічує понад 2300 видів рослин, в тому числі на Середньосибірському плоскогір'я понад тисячу видів судинних рослин. Багато ендеміків різного рівня, в тому числі види Adenophora jacutica, Polygonum amgense, Oxytropis calva, Oxytropis leucantha, Viola alexandroviana, Senecio lenensis, Salix saposhnikovii, Juncus longirostris, Caltha serotina, Papaver variegatum, Draba sambykii, Thymus evenkiensis, Potentilla jacutica, Artemisia czekanowskiana.

## Фауна
Фауна Східного Сибіру має більш давнє походження і помітно багатше, ніж фауна Західного Сибіру — Єнісей є природною зоогеографічною межею. У тайзі Східного Сибіру зустрічаються ссавці — бурий ведмідь, вовк, лисиця, росомаха, соболь, північний олень. Птахів представляють Falcipennis falcipennis, Prunella montanella, бородата сова, Turdus naumanni. Тільки на схід від Єнісею зустрічаються кабарга, Apodemus speciosus, Luscinia cyane, Luscinia sibilans, чечевиця сибірська, Apus pacificus, горлиця велика, Tetrao urogalloides, чирянка-квоктун і чорна ворона. Популяції копитних, що зустрічаються і у Західносибірській тайзі, тут значно більше, живуть лось, європейська косуля, кабан і благородний олень. У водах басейну річки Єнісей 42 види риб. Багатство фауни хребетних ілюструє той факт, що тільки в Красноярському краї мешкають 4 види земноводних, 2 види рептилій, 203 видів птахів і близько 80 ссавців. Серед птахів, включених до Червоної книги Росії — види беркут, скопа, сапсан, чорний лелека, Grus monacha.

## Заповідники
- Стовпи (заповідник)[en]
- Олекминський заповідник
- Тунгуський заповідник[en]
- Центральносибірський заповідник[en]